# مانولو پورتانووا
مانولو پورتانووا (ایتالیایی: Manolo Portanova؛ زادهٔ ۲ ژوئن ۲۰۰۰) بازیکن فوتبال اهل ایتالیا است که برای باشگاه زیر ۲۳ سال یوونتوس در سری سی بازی می‌کند.
وی همچنین در تیم‌های ملی فوتبال زیر ۱۷ سال ایتالیا، زیر ۱۸ سال ایتالیا و زیر ۱۹ سال ایتالیا بازی کرده‌است.